# Ljubit… Lieben…
Ljubit… Lieben… (Originaltitel: Любить…, Ljubit…) ist ein sowjetischer Episodenfilm unter der Regie von Michail Kalik aus dem Jahr 1969.

## Handlung
Dieser Film besteht aus vier Episoden, die zwischendurch mit dokumentarischen Aufnahmen von Sowjetbürgern ergänzt werden, welche sich offen und unverstellt darüber äußern, was die Liebe für sie bedeutet.
In der ersten Episode befinden sich drei Mädchen und vier Jungs in einer Wohnung, die eine kleine Party feiern. Sie unterhalten sich über alle möglichen Dinge, wollen die Welt erkunden und verbessern. Auch sprechen sie über die Liebe und darüber, warum sie sich küssen, obwohl sie sich nicht lieben. Es wird viel nach langsamer Musik vom Tonbandgerät getanzt, bei der man sich nahe kommt. Plötzlich ist die Musik zu Ende und man hört eine weibliche Stimme, wie sie laut über die Liebe zu ihrem Partner nachdenkt. Alle hören aufmerksam zu und sind beeindruckt über diese intime Liebeserklärung, besonders der junge Mann, dem das Tonband anscheinend gehört und der gemeint ist. Nur ist er der einzige, der allein auf dieser Party ist.
Sergei bringt im Schneesturm seine Freundin Julka nach Hause, wo sie sich zum Abschied im Treppenflur noch küssen und viele Komplimente machen. Total glücklich tanzt er trotz des schlechten Wetters durch die Stadt, bis eine Straßenbahn kommt, in die er einsteigt. Außer der weinenden Schaffnerin Anja ist niemand mehr im Waggon, denn die Bahn fährt ins Depot. Da Sergei die, mit 25 Jahren viel ältere, junge Frau trösten will, geht er noch mit ihr nach Hause. Dort erzählt Anja, dass sie in einen älteren Mann verliebt war, den sie heiraten wollte und der sie sitzen ließ, weil sie ein Kind bekommen sollte. Auf seinen Wunsch hat sie das Kind abtreiben lassen und noch im Krankenhaus bekam sie von ihm einen Zettel, dass sie eine schöne Zeit hatten, es nun aber mit ihr vorbei sei und dass sie ihn nicht zu suchen brauche. Gerade heute hat sie ihn in der Straßenbahn wiedergesehen und er sagte ihr, dass er jetzt mit einer Lehrerin verheiratet ist. Das ist der Grund, weshalb sie unablässig weinen muss. Sergei gelingt es, sie mit Worten zu trösten und nimmt zum Schluss noch ein Bild des Verflossenen von der Wand und zerschlägt es. Trotz aller Überredungsversuche, doch noch über Nacht zu bleiben, verabschiedet sich Sergei und geht wieder in die dunkle Nacht. Aber Anja beginnt wieder an sich zu glauben.
Ein Moskauer junger Mann bekommt Besuch von einer jungen Dame aus dem hohen Norden, wo sich beide kennenlernten. Sie wollen ein paar schöne Tage (und Nächte) miteinander verleben, jedoch sind sie bei Verwandten des Mannes untergekommen, die ständig zugegen sind und zu seinen Eltern, wo er noch wohnt, können sie auch nicht gehen. Deshalb stehen sie jetzt auf dem Bahnsteig, weil sie wieder nach Hause fahren will, obwohl sie ihn liebt, doch er kann sie überzeugen noch zu bleiben. So nehmen sich beide ein Taxi und fahren die Hotels der Stadt ab, die aber alle ausgebucht sind. Auf der Suche nach einem stillen Ort, setzen sie sich in der bereits eingetretenen Dunkelheit auf eine Bank in einem Park, wo sie von zwei Polizisten vertrieben werden. Auch auf den Stufen eines Hauseingangs können sie nicht bleiben, da eine Frau sie von dort wegschickt. Nun fahren sie mit einem Taxi in einen Wald außerhalb der Stadt, was aber für eine Liebesnacht auch nicht der richtige Ort ist, weshalb sie wieder in die Stadt zurück fahren. So kann sie noch mit dem Frühzug wieder in den Norden fahren. Beide sind sehr traurig, versprechen sich aber zum Abschied, wieder einmal zu schreiben.
Mirtscha fährt noch in der Nacht, mit seinem mit Heu beladenen Pferdefuhrwerk, zum Hof seiner Eltern. Plötzlich steht mitten auf dem Weg das Mädchen Nuza und bietet an, das Weißbrot, was sie im Beutel mit sich führt, mit ihm zu teilen. Mit viel Mühe gelingt es ihm, sie auf den hoch beladenen Wagen zu bringen, wo sie sich nach kurzer Zeit in die Arme fallen und bis zum anbrechenden Morgen miteinander lieben. Dann essen sie gemeinsam das Brot und schaffen ein Loch im Heu, wo sich Nuza verstecken kann, wenn sie durch das Dorf fahren. Als das Mädchen vor dem Haus ihrer Eltern absteigen will, tritt in diesem Moment ihr Vater vor die Tür, so dass sie bis zu Mirtschas Elternhaus weiterfahren müssen. Hier steigt sein Vater auf den Wagen, um das Heu abzuladen und entdeckt Nuza. Dann steigt er irritiert wieder herunter und sein Sohn sagt ihm, dass es sich hier um seine Schwiegertochter handelt. Dann wirft er Nuza, die nun stolz und aufrecht in ihrem in der Nacht zerrissenen Kleid auf dem Heu steht, eine Forke hoch, damit sie es abwerfen kann. Das ganze Dorf schaut dabei zu und bis zur Hochzeit dauert es nicht mehr lange.

## Produktion und Veröffentlichung
Die Regie in den dokumentarischen Teilen führte  Inessa Tumanjan, die auch gleichzeitig die Reporterin war, während die Kamera von Arkadi Kolzaty bedient wurde.
Der Schwarzweißfilm war Michail Kaliks letzter Kinofilm vor der Emigration aus der Sowjetunion, hatte dort 1969 seine Uraufführung und erreichte über 1,1 Millionen Zuschauer. Das Werk wurde seinerzeit zensiert und 1992 in einer von Kalik selbst rekonstruierten Fassung erneut herausgebracht.
Im Januar 2019 wurde der Film im Berliner Kino Arsenal unter dem Titel Ljubit… Lieben… in der Originalfassung mit deutschen Untertiteln vorgeführt. Sonstige bisherige Aufführungen in Deutschland nicht sind nachzuweisen.